# Wakeup Copenhagen
Wakeup Copenhagen er et lavprishotel, der ligger på Kalvebod Brygge i København. Hotellet er ejet af, og drives af, Arp-Hansen Hotel Group, der også ejer det nærliggende Tivoli Hotel. Wakeup Copenhagen er tegnet af den danske arkitekt Kim Utzon, der også står bag Tivoli Hotel og Copenhagen Island. Wakeup Copenhagen blev opført i 2009 og har 510 værelser fordelt på 13 etager.